# Jaakonkivi
Jaakonkivi är en gränsmarkering (flyttblock?) i Finland. Den ligger där kommunerna Juupajoki, Orivesi och Ruovesi möts. i landskapet Birkaland, 190 km norr om huvudstaden Helsingfors. Jaakonkivi ligger 174 meter över havet.

## Omgivningarna
Terrängen runt Jaakonkivi är platt. Runt Jaakonkivi är det glesbefolkat, med 14 invånare per kvadratkilometer. Närmaste större samhälle är Orivesi, 17,7 km söder om Jaakonkivi. I omgivningarna runt Jaakonkivi växer i huvudsak barrskog.